# Красний (Камчатський край)
Красний (рос. Красный) — селище у Єлізовському районі Камчатського краю Російської Федерації.
Населення становить 722 (2010) особи. Входить до складу муніципального утворення Новоавачинське сільське поселення.

## Історія
Від 1949 року належить до Єлізовського району. До 1 червня 2007 року у складі Камчатської області, відтак у складі Камчатського краю. Згідно із законом від 29 грудня 2004 року органом місцевого самоврядування є Новоавачинське сільське поселення.

## Населення
| 2002 | 2010 |
| ---- | ---- |
| 642  | ↗722 |